# YUBA liga 1998-1999
La YUBA liga 1998-1999 è stata la settima edizione del massimo campionato jugoslavo di pallacanestro maschile. La vittoria finale è stata ad appannaggio del Budućnost Podgorica.
I playoff non vennero disputati a causa dei bombardamenti della NATO e il Budućnost Podgorica venne dichiarato campione al termine della stagione regolare.

## Regular season
|     | Squadra               | G  | V  | P  | PF    | PS    | Pt. | Qualificazione |
| --- | --------------------- | -- | -- | -- | ----- | ----- | --- | -------------- |
| 1.  | Budućnost Podgorica   | 22 | 20 | 2  | 1.762 | 1.523 | 42  |                |
| 2.  | Stella Rossa Belgrado | 22 | 19 | 3  | 1.794 | 1.562 | 41  |                |
| 3.  | Partizan Belgrado     | 22 | 16 | 6  | 1.926 | 1.694 | 38  |                |
| 4.  | Radnički Belgrado     | 22 | 13 | 9  | 1.778 | 1.762 | 35  |                |
| 5.  | Beobanka Belgrado     | 22 | 11 | 1  | 1.632 | 1.573 | 33  |                |
| 6.  | Beopetrol Belgrado    | 22 | 11 | 11 | 1.709 | 1.684 | 33  |                |
| 7.  | FMP Železnik          | 22 | 11 | 11 | 1.646 | 1.569 | 33  |                |
| 8.  | Spartak Subotica      | 22 | 9  | 13 | 1.645 | 1.686 | 31  |                |
| 9.  | Lovćen Cetinje        | 22 | 9  | 13 | 1.455 | 1.555 | 31  |                |
| 10. | Hemofarm Vršac        | 22 | 7  | 15 | 1.561 | 1.628 | 29  |                |
| 11. | Zdravlje Leskovac     | 22 | 5  | 17 | 1.512 | 1.689 | 27  | retrocesse     |
| 12. | Iva Šabac             | 22 | 1  | 21 | 1.678 | 2.175 | 23  | retrocesse     |

| YUBA liga 1998-1999           |
| ----------------------------- |
| Budućnost Podgorica 1º titolo |

## Formazione vincitrice
| N° | Naz.                  | Ruolo | Sportivo         |  | Alt. |  |
| -- | --------------------- | ----- | ---------------- |  | ---- |  |
|    | Jugoslavia (bandiera) | GA    | Vlado Šćepanović |  | 198  |  |
|    | Jugoslavia (bandiera) | P     | Gavrilo Pajović  |  | 187  |  |
|    | Jugoslavia (bandiera) | P     | Dejan Radonjić   |  | 186  |  |
|    | Jugoslavia (bandiera) |       | Dragan Vukčević  |  |      |  |
|    | Jugoslavia (bandiera) | C     | Đuro Ostojić     |  | 211  |  |
|    | Jugoslavia (bandiera) | C     | Saša Radunović   |  | 206  |  |
|    | Jugoslavia (bandiera) |       | Goran Bošković   |  |      |  |
|    | Jugoslavia (bandiera) | C     | Dragan Ćeranić   |  | 212  |  |
|    | Jugoslavia (bandiera) | C     | Nikola Bulatović |  | 210  |  |
|    | Jugoslavia (bandiera) | C     | Željko Topalović |  | 206  |  |
|    | Jugoslavia (bandiera) | All.  | Miroslav Nikolić |  |      |  |